# Nébing
Nébing település Franciaországban, Moselle megyében. Lakosainak száma 332 fő (2022. január 1.). Nébing Albestroff, Bassing, Marimont-lès-Bénestroff, Molring, Montdidier, Torcheville és Vahl-lès-Bénestroff községekkel határos.

## Népesség
A település népességének változása:
| Lakosok száma | 426  | 404  | 354  | 360  | 365  | 353  | 345  | 335  | 334  | 332  |
|               | 1968 | 1982 | 1990 | 2006 | 2013 | 2015 | 2017 | 2019 | 2020 | 2022 |